# Якименко, Александр Григорьевич
Александр Григорьевич Якименко (род. 22 декабря 1964 года, г. Кейла, Эстонская ССР, СССР) — председатель Службы безопасности Украины (9 января 2013 — 24 февраля 2014), генерал-майор (2011).

## Биография
Родился 22 декабря 1964 года в городе Кейла Эстонской ССР, СССР. Женат, имеет дочь.
По окончании средней школы с 1982 по 1986 год — курсант Ейского высшего военного авиационного училища летчиков им. В. М. Комарова. По окончании училища с 1986 года по 1991 год проходил службу в Вооруженных Силах СССР. Проходил службу в 43-м авиационном полку истребителей-бомбардировщиков в Монголии (г. Чойбалсан), а после вывода полка — в Крыму (Гвардейское). С 1991 по 1998 год проходил службу в частях ВВС Черноморского флота подчинения России. В 1997 году окончил Военно-воздушную академию им. Ю. А. Гагарина. В 1998 году уволился из рядов Вооруженных Сил РФ.
С 1998 по 1999 год — работник военизированной охраны Донецкой ГАК «Донбасс — Восточные авиалинии Украины». С 1999 по 2007 год проходил службу на оперативных и руководящих должностях в Службе безопасности Украины. С 2007 по 2008 год — специалист управления внутренней безопасности корпорации «Межрегиональный промышленный союз» (г. Донецк). С 2008 по 2010 год работал на временных работах, без заключения трудовых соглашений.
С 17 марта 2010 по 5 августа 2011 года — начальник Управления Службы безопасности Украины в городе Севастополе. С 5 августа 2011 по 5 июля 2012 года — начальник Управления Службы безопасности Украины в Донецкой области. С 5 июля 2012 по 9 января 2013 года — первый заместитель Председателя Службы безопасности Украины — начальник Главного управления по борьбе с коррупцией и организованной преступностью Центрального управления Службы безопасности Украины.
С 9 января 2013 года по 24 февраля 2014 года — Председатель Службы безопасности Украины. Одновременно с 18 января 2013 года по 24 февраля 2014 года — член Совета национальной безопасности и обороны Украины.
После событий на Майдане и смены руководства страны, опасаясь преследования, скрылся на территории России. 26 декабря 2022 года, принял пост главы спецслужб на оккупированных территориях Херсона.

## Политический кризис на Украине (2013—2014)
Во время обострения обстановки на Украине, 19 февраля 2014 года Председатель Службы безопасности Украины Александр Якименко на сайте СБУ заявил, что Служба безопасности Украины совместно с антитеррористическим центром начинают «антитеррористическую операцию» на территории Украины. К операции привлечены СБУ, МВД, Минобороны, Пограничная служба, и центральные и местные органы власти. Позже пресс-служба на сайте СБУ заменила слова «принято решение о начале проведения» на «принято решение о начале подготовки к проведению». Антитеррористическая операция так и не была начата, Виктор Янукович подписал Соглашение с оппозицией, которое было призвано прекратить массовое кровопролитие в Киеве и положить конец острому политическому кризису, начавшемуся в ноябре 2013 года в связи с решением украинских властей приостановить процесс подписания Соглашения об ассоциации с Евросоюзом.

### Преследование
После отстранения от власти и бегства Президента Виктора Януковича Александр Якименко покинул территорию Украины.
25 февраля 2014 года Верховная Рада обратилась к международному трибуналу по установлению виновных в совершении преступлений против человечности и привлечению к уголовной ответственности, в перечне фигурирует и Якименко. 28 февраля 2014 года Генеральная прокуратура Украины потребовала от МВД и СБУ в течение 10 дней задержать Александра Якименко как человека, подозреваемого в массовых убийствах активистов в центре Киева с 18 по 22 февраля. 4 марта Якименко был объявлен в розыск.
5 марта 2014 года Совет Европейского Союза принял решение о блокирования счетов бывших руководителей Украины, в том числе и Александра Якименко. 6 марта 2014 года Евросоюз и Канада объявили, что Александр Якименко числится в списках высокопоставленных украинских чиновников, против которых вводятся финансовые санкции. Санкции против Якименко были сняты через год.
10 апреля 2014 года стало известно, что экс-глава СБУ объявлен в розыск — Якименко инкриминируется «превышение власти или служебных полномочий, повлекшее тяжкие последствия».
19 июня 2014 года глава СБУ Валентин Наливайченко, которого сам Якименко ранее назвал завербованным агентом правительства США, сказал для прессы, что Якименко — это предатель № 1, который до сих пор сидит в Севастополе и за коррупционные, украденные у граждан Украины средства организует снабжение оружия на Украину, и что Якименко обязательно за это ответит.
6 марта 2015 года Генпрокуратура Украины предъявила обвинение бывшему главе СБУ Александру Якименко по подозрению в незаконном объявлении антитеррористической операции 18 февраля 2014 года во время Майдана, согласно ч. 3 ст. 365 УК Украины. Обвинение было предъявлено на следующий день после снятия с Якименко санкций ЕС.
9 апреля 2015 года начальник Главного следственного управления СБУ Василий Вовк сообщил, что против Якименко выдвинуто обвинение в «финансирования терроризма и предоставления материальной помощи террористам».
20 апреля 2016 года Интерпол сообщил об отказе объявить в международный розыск бывшего главу Службы безопасности Украины Александра Якименко.
16 декабря 2016 года Александр Якименко выступил в Дорогомиловском суде Москвы, который рассматривает иск депутата Верховной рады Украины Владимира Олейника о признании событий на Украине в 2014 году государственным переворотом. По словам отстранённого главы СБУ, событиями на Майдане в Киеве в 2014 году руководили представители США. Также Якименко заявил, что на "майдане" действовали инструкторы из Грузии, Прибалтики и Польши.
В феврале 2017 года объявлен судом Киева в международный розыск «за распространение в средствах массовой информации материалов с призывами изменения конституционного строя и к захвату государственной власти».
Решением Совета национальной безопасности и обороны Украины от 26 февраля 2021 года лишён воинского звания и государственной награды.

### Разоблачения
12 марта 2014 года Александр Якименко дал скандальное интервью российским каналам. В нём он сообщил, что первая волна обстрелов обеих противоборствующих сторон в Киеве (правоохранителей и оппозиции) 20 февраля 2014 года неизвестными снайперами производилась из здания филармонии (видимо, он имел в виду здание консерватории), которое находилось под полным контролем сил оппозиции и, в частности, так называемого коменданта Майдана Андрея Парубия. Далее Якименко заявил, что Парубий обладал всеми полномочиями по доступу к оружию на Майдане, и ни один пистолет, а тем более снайперская винтовка не могли быть внесены или вынесены за пределы площади. Якименко утверждал, что снайперы были наняты оппозицией.
В марте 2014 года заявил, что новоназначенные секретарь СНБО Андрей Парубий, руководитель Службы внешней разведки Украины Виктор Гвоздь, руководитель СБУ Валентин Наливайченко и другие лидеры Евромайдана тесно связаны с американскими спецслужбами. 4 апреля 2014 года с аналогичной версией выступил экс-министр внутренних дел Украины Виталий Захарченко.
14 апреля 2014 года в интервью телеканалу «Россия-24» Александр Якименко утверждал, что в свою бытность генеральным консулом украинского посольства в США, Центральным разведывательным управлением США был завербован ставший впоследствии руководителем СБУ Валентин Наливайченко, который поддерживал контакты со спецслужбами США и после ухода с дипломатической службы.

## Звания и награды
- Генерал-майор (24 марта 2011).
- Орден Богдана Хмельницкого III степени (июль 2012) (лишён награды).
- Медали СССР[какие?]
- Медали Украины. [какие?]